# Sanders Nunatak
Sanders Nunatak är en nunatak i Antarktis. Den ligger i Östantarktis. Nya Zeeland gör anspråk på området. Toppen på Sanders Nunatak är 852 meter över havet.
Terrängen runt Sanders Nunatak är huvudsakligen kuperad, men åt sydväst är den bergig. Trakten är obefolkad. Det finns inga samhällen i närheten. 